# Ömer Karancı
Ömer Karancı (* 25. Juni 1992 in Varsak) ist ein türkischer Fußballspieler, der derzeit für Tarsus İdman Yurdu spielt.

## Karriere

### Verein
Ömer Karancı begann mit dem Vereinsfußball in der Jugend von Varsakspor und durchlief anschließend die Jugendmannschaft von Beşiktaş Istanbul.
Im Sommer 2010 wechselte er dann als Profifußballer zum Zweitligisten Adanaspor und spielte hier in seiner ersten Spielzeit in drei Ligabegegnungen. In der Spielzeit 2011/12 schaffte er es mit seinem Verein bis ins Playoff-Finale der TFF 1. Lig. Im Finale unterlag man in der Verlängerung Kasımpaşa Istanbul 2:3 und verpasste somit den Aufstieg in die Süper Lig erst in der letzten Begegnung.
Für die Rückrunde 2013/14 wurde er an den Drittligisten Tarsus İdman Yurdu ausgeliehen. Zuvor wurde er für die Saison 2012/13 an den Drittligisten Giresunspor ausgeliehen.

### Nationalmannschaft
Ömer Karancı durchlief die türkischen U-16 und U-17-Jugendnationalmannschaften.